# Цуканова Ірина Альбертівна
Іри́на Альбе́ртівна Цука́нова (до шлюбу Ніколаєва; нар. 27 квітня 1949, селище Надбузьке, Миколаївський район, Миколаївська область, УРСР, СРСР) — радянська і українська театральна акторка і режисерка, одна із початківців Миколаївського обласного театру ляльок, його головна режисерка (від 1997 року).

## Життєпис
Народилась 27 квітня 1949 у селищі Надбузькому Миколаївського району Миколаївської області.
1967 року закінчила Миколаївське вище училище культури, отримавши диплом режисер-постановника.
Трудову кар'єру розпочала методисткою Будинку культури в райцентрі Веселиновому на Миколаївщині.
З утворенням Миколаївського обласного театру ляльок наприкінці 1970 року, на початку наступного стала першим членом його творчого колективу — помічникцею режисера та акторкою. Від 1982-го — чергова режисерка-постановниця театру. Від 1997-го — на посаді головної режисерки.
1998 року була прийнята персональним членом Міжнародної асоціації лялькарів (UNIMA).
Родина Цуканових зробила значний внесок у розвиток Миколаївського обласного театру ляльок. Чоловік Анатолій Цуканов є головним художником театру, а син Тимур — композитором.
У виставі Миколаївського лялькового «Дон Жуан в ХХ веке» (вистава для дорослих) Ірина Цуканова виконала всі жіночі ролі.

## Творчість

### Акторські роботи
Миколаївський обласний театр ляльок
- «Дон Жуан в ХХ веке» — всі жіночі ролі